# Inmigración beliceña en México
El caso de los beliceños es un fenómeno común de inmigración en México, ya que este pequeño país con el que limita al sureste mantiene un flujo importante en la frontera con el estado de Quintana Roo. Los beliceños cruzan hacia México para realizar actividades comerciales; muchos de ellos buscan encontrar posibilidades de empleo en grandes centros turísticos como Cancún, Chetumal, Playa del Carmen, Cozumel, Tulum, Isla Mujeres y Mérida, aunque hay también concentraciones de beliceños en la Ciudad de México, Monterrey y Tijuana.
Belice es un país mayoritariamente mestizo, también poblado por afrocaribeños e indígenas y con una pequeña minoría blanca anglosajona, que mantiene una estrecha relación con mexicanos de la península de Yucatán. Otra etnia radicada en Belice que emigró al territorio mexicano fue la comunidad menonita, que decidió trasladarse a los estados de Campeche y Quintana Roo por la mayor cercanía con los menonitas del norte de México. Se dedican mayoritariamente al cultivo de frutas, cítricos, producción de leche y venta de ganado. Según el último censo de población, realizado en el año 2020, hay 2.813 beliceños residiendo en México.

## Flujos migratorios
| 1970 | 1.212 |
| 1980 | 955   |
| 1990 | 1.205 |
| 2000 | 1.093 |
| 2010 | 2.170 |
| 2020 | 2.813 |